# Продектин
Продектин (лат. Prodectini, aнг. Pyridinolcarbamate) — ангиопротектор, применяемый для восстановления нарушенной микроциркуляции крови, является ингибитором брадикинина и калликреина.

## Разработка
Исследования препарата велись с середины 1970-х годов на животных с целью изучить его противодействие атеросклерозу. Учёные пришли к выводу, что механизм действия препарата включает активизацию биологического окисления и биоэнергетики, снижение сократительной способности эндотелия, замедление процессов тромбообразования и инфильтрации липопротеинов в артериальную стенку.  При разработке препарата использовалась активность ранее разработанного ниаламида, проявившего полезные свойства при терапии атеросклероза.

## Фармакологическое действие
Применяется при лечении сердечно-сосудистых заболеваний как ингибитор брадикинина и калликреина. Имеет противовоспалительные свойства, уменьшает проницаемость сосудистой стенки и способствует снижению отёчности. Препятствует агрегации тромбоцитов, стимулирует фибринолиз, препятствует отложению атерогенных липидов в сосудистой стенке. Уменьшает отек эндотелиальных клеток, способствует обратному развитию атеросклеротических изменений. Как ингибитор брадикинина способствует прекращению зуда, уменьшению покраснения при атопическом дерматите. Применяется внутренне в таблетках и наружно в виде мази.

## Показания к применению
Внутренне
- Сердечно-сосудистые заболевания: ИБС, кардиосклероз, атеросклероз коронарных артерий и сосудов головного мозга, сосудов нижних конечностей[3];
- Нарушения мозгового кровообращения (после инсульта, дисциркуляторная энцефалопатия);
- Атеросклеротическая ангиопатия и диабетические ангиопатия и ретинопатия;
- Офтальмология: тромбоз вен сетчатки;
- Кожные заболевания: облитерирующий эндартериит, трофические язвы голени.

Наружно
- атопический дерматит и диффузный нейродермит;
- лучевой дерматит (в том числе профилактически).

## Применение при леченииCOVID-19
Поскольку коронавирус прикрепляется к ангиотензин-рецептору на поверхности клетки и увеличивает синтез АПФ2, попадая с помощью этой молекулы в клетку, это вызывает значительное увеличение концентрации брадикинина (брадикининовый шторм) и критические осложнения, особенно у пациентов с гипертонией, принимающих препараты с брадикинином для регулирования кровяного давления (эналаприл, лизиноприл и подобные). Для лечения этих осложнений и предотвращения критического развития заболевания рекомендовано применение продектина, его аналога пармидина, а также икатибанта как ингибиторов брадикинина.